# Cierva W.9
Cierva W.9 var en prototyp till en brittisk helikopter på 1940-talet med en trebladig huvudrotor och en kompensation för vridmoment som åstadkoms med hjälp av en stark luftstråle från styrbords sida av flygplanskroppen.
År 1943 refinansierade huvudägaren G. & J. Weir Ltd. det finansiellt svaga Cierva Autogiro Company för att utveckla en försökshelikopter för att passa mot en av Air Ministry uppgjord kravlista. Cierva W.9 utvecklades på basis av James George Weirs idéer om att en automatiskt kontrollerad vridbar huvudrotor samt kompensation för vridmoment med en utblåsning av luft och avgaser, både var säkrare och mer effektiv än Sikorsky R-4-helikopterns tekniska lösning, med manuellt kontrollerad huvudrotor och med kompensation för vridmoment med en stjärtrotor. Prototypen W.9 blev klar sent under 1944 och fick det brittiska militära registreringsnumret PX203. Den skadades vid markkörning och kunde inte påbörja testflygning förrän 1945.
Den mest framträdande karaktäristiska egenskapen hos W.9 var vridmomentkompensationen och styrkontrollen genom användande av utblåst luft- och avgasström snarare än en stjärtrotor. Motorn kyldes av en luftstöm med fläkt. Den upphettade luften och motoravgaserna passerade genom den långa ihåliga stjärtbommen och blåstes ut längst bak på babordssidan. Detta system kom senare att kallas Notar-teknologi.
W.9 förevisades för första gången offentligt vid en flyguppvisning i Southampton i juni 1946. Helikopterprototypen förstördes i ett haveri senare under 1946, varefter projektet lades ned. Delar av helikopterns rotor användes i prototypen till W.14 Skeeter.